# Mal Viver
Mal Viver (em inglês:  Bad Living) é uma longa-metragem dramática franco-portuguesa lançada em 2023 dirigida por João Canijo. Protagonizada por Anabela Moreira e Rita Blanco, o filme retrata a história de uma família de várias mulheres de diferentes gerações, cujas relações entre si têm sido envenenadas pela amargura. Foi selecionado para concorrer ao Urso de Ouro na mostra competitiva do 73.º Festival Internacional de Cinema de Berlim, onde teve sua estreia mundial em 22 de fevereiro de 2023. Apesar de derrotado na categoria principal do festival, saiu vencedor do Urso de Prata Prêmio do Júri.
Paralelamente, o diretor produziu outro filme, Viver mal, em que o foco principal são os hóspedes que chegam ao hotel. Em seu depoimento, ele afirmou que, para o roteiro sobre os hóspedes do hotel, se inspirou em motivos de peças de August Strindberg. Viver mal também foi selecionado no 73.º Festival Internacional de Cinema de Berlim na mostra Encounter.

## Sinopse
Um grupo de mulheres de diferentes gerações da mesma família gere um hotel na costa norte portuguesa. O relacionamento delas azedou enquanto elas estão tentando sobreviver no hotel decadente. Então, a chegada inesperada de uma neta causa problemas, à medida que o ódio latente e os ressentimentos acumulados vêm à tona.

## Elenco
- Anabela Moreira como Piedade
- Rita Blanco como Sara
- Madalena Almeida como Salome
- Cleia Almeida como Raquel
- Vera Barreto como Angela
- Nuno Lopes como Jaime
- Filipa Areosa como  Camila
- Leonor Silveira como Elisa
- Rafael Morais como Alex
- Lia Carvalho como Graça
- Beatriz Batarda como Judite
- Carolina Amaral como Alice
- Leonor Vasconselos como Julia

## Produção
O filme foi filmado durante um período de 12 semanas no início de 2021 no Hotel Parque do Rio na Praia de Ofir. Paralelamente, foi feito Viver mal, um segundo filme, que foca nos hóspedes do hotel. Segundo um produtor do filme, o som e o conteúdo são considerados "dois filmes completamente diferentes". “Um fica mais interessante quando você vê o outro”, explicou o produtor Pedro Borges.

## Lançamento
O filme teve sua estreia mundial no 73º Festival Internacional de Cinema de Berlim em 22 de fevereiro de 2023. A estreia nos cinemas em Portugal está prevista para 11 de maio de 2023.

## Recepção

### Resposta da Crítica
Nicholas Bell no IonCinema.com classificou o filme em 4/5 e escreveu: "Mas esta é inerentemente a essência de Bad Living, sobre um punhado de humanos tomando decisões que os envenenam ativamente lentamente, até que alguém invariavelmente não aguente mais." Leslie Felperin, do The Hollywood Reporter, chamando o filme de "Bad to the bone", escreveu: "Punitivamente lento, grandiloquentemente deprimente e, em última análise, nem mesmo psicologicamente convincente, Bad Living parece o trabalho de pessoas que acreditavam sinceramente que estavam fazendo uma grande arte." Felperin acrescentou: "Infelizmente, eles estavam enganados." Lee Marshall, do ScreenDaily, escreveu em resenha: "Uma obra assustadora com uma sensação ritualística, como se seus cinco personagens centrais tivessem sido possuídos pelas almas de alguma antiga trupe de teatro grego."

### Prêmios e Indicações
| Prêmio                             | Data                       | Categoria                    | Indicado  | Resultado | Ref.   |
| ---------------------------------- | -------------------------- | ---------------------------- | --------- | --------- | ------ |
| Berlin International Film Festival | 16–26 de Fevereiro de 2023 | Urso de Ouro                 | Mal Viver | Indicado  | [ 14 ] |
| Berlin International Film Festival | 16–26 de Fevereiro de 2023 | Urso de Prata Prêmio do Juri | Mal Viver | Venceu    | [ 5 ]  |

## Ligações Externas
- «Sítio oficial»
- Mal Viver. no IMDb.
- Mal Viver na Berlinale
- «mal viver» (em inglês) no Rotten Tomatoes